# Broadway (Metro de Boston)
Broadway  es una estación en la línea Roja del Metro de Boston. La estación se encuentra localizada en Avenida Dorchester y Broadway en Boston, Massachusetts. La estación Broadway fue inaugurada el 15 de diciembre de 1917. La Autoridad de Transporte de la Bahía de Massachusetts es la encargada por el mantenimiento y administración de la estación. 

## Descripción
La estación Broadway cuenta con 1 plataforma central y 2 vías. 

## Conexiones
La estación es abastecida por las siguientes conexiones: 
- Rutas de autobuses: 9, 11, 47